# Sensurround
Sensurround é um processo criado nos anos 70 pela Universal Studios para dar maior intensidade ao áudio durante as sessões de cinema. Foi produzido para a exibição do filme Earthquake em 1974, mas também foi utilizado em outros filmes. O sistema gerou inúmeros problemas por causa de sua alta intensidade sonora que chegou a causar danos estruturais aos edifícios de alguns cinemas, desabamentos e ferimentos em algumas pessoas. Salas de cinemas vizinhas sofriam com o ruído gerado pelo uso do Sensurround e a única saída era realizar sessões simultâneas.